# نورد ۱۲۵۰۱
سیارک ۱۲۵۰۱ (به انگلیسی: 12501 Nord، نامگذاری:1998FL66) دوازده هزار و پانصد و یکمین سیارک کشف شده‌است که در ۲۰ مارس ۱۹۹۸ کشف شد.
قدر مطلق سیارک برابر ۱۹.۵ است.